# Mermaid Melody Pichi Pichi Pitch
Mermaid Melody Pichi Pichi Pitch (japanska: マーメイドメロディーぴちぴちピッチ?, māmeido merodī pichi pichi picchi) är en manga och animeserie skapad av Michiko Yokote, tecknad av Pink Hanamori. Den finns i två delar: Mermaid Melody Pichi Pichi Pitch och Mermaid Melody Pichi Pichi Pitch Pure Varje serie har 52 avsnitt var.

## Handling
Lucia, sjöjungfruprinsessan av det norra Stilla havet, kommer upp från havet för att hitta pojken hon räddade från ett skeppsbrott för sju år sen, som hon också har anförtrott sin rosa pärla. Till slut hittar hon pojken som är en surfare vid namn Kaito Dōmoto. Men med den mänskliga form Lucia antar, som heter Lucia Nanami, känner Kaito inte igen henne (han ger henne tillbaka pärlan utan att veta att hon är en sjöjungfru). Hon kan inte berätta för Kaito vem hon egentligen är, eftersom hon då enligt sjöjungfrurnas folktro skulle förvandlas till sjöskum. Men hon försöker övertyga Kaito till att räkna ut vem hon egentligen är (eftersom legenden inte säger något om den andra personen upptäcker en sjöjungfrus sanna identitet själv).
Samtidigt får Lucia veta att en grupp av vattendemoner eller suiyō (水妖) har invaderat den marina världen och hon måste samla de sex andra sjöjungfruprinsessorna och deras pärlor för att få tillbaka den legendariska gudinnan, Aqua Regina, för att kunna stoppa dem. För att kunna utföra detta, går hon ihop med Hanon och Rina, två sjöjungfruprinsessor som också kommit upp på torra land, när de använder sina pärlor, förvandlas de till sångidoler, och använder sina röster som en offensiv kraft.

## Rollfigurer
- Lucia Nanami (Röst: Asumi Nakata) är en sjöjungfru, prinsessa över norra Stilla Havet och ägare till den rosa pärlan. Lucia är 16 år gammal och i människovärlden är pingvinen Hippo hennes "husdjur". Hennes speciella sånger är Legend of Mermaids, Splash Dream och Koi wa Nan Darou. Hon är kär i en kille som heter Kaito, de träffades första gången när de var små och hon räddade hans liv.
- Hanon Hōshō (Röst: Hitomi Terakado) är sjöjungfru, prinsessa över södra Atlanten och är ägare till den aqua-blå pärlan. Hanon är 16 år och har en manet som heter Gura-chan som husdjur. Hennes speciella sånger är Ever Blue och Mizuiro no Senritsu.
- Rina Tōin (Röst: Mayumi Asano) är sjöjungfru, prinsessa över Norra Atlanten och är ägare till den gröna pärlan. Rina är 16 år gammal och hennes speciella sånger är Star Jewel och Piece of Love.
- Karen är sjöjungfru, prinsessa över Antarktiska havet och är ägare till den lila pärlan. Karen är 18 år och hennes speciella låt är Aurora no Kaze ni Notte. Hennes tvillingsyster heter Noel.
- Noel är sjöjungfru, prinsessa över Arktiska havet och är ägare till den mörkblå pärlan. Noel är 18 år gammal. Hennes tvillingsyster heter Karen.
- Coco är sjöjungfru, prinsessa över södra Stilla havet och är ägare till den gula pärlan. Coco är 19 år gammal och har haft gemensamma saker med prinsessan Sara.
- Sara är sjöjungfru, prinsessa över Indiska oceanen och är ägare till den oranga pärlan. Sara är 23 år gammal. Hennes hår var svart för att hennes älskade åkte iväg, men på slutet så blev hennes hår orange igen. Hon var med den onda Gaito i hans slott när det rasade ihop och dog.
- Seira är en nyfödd sjöjungfruprinsessa som tar över Indiska oceanen efter Saras död, och är den nya ägaren till den oranga pärlan. De behövde fjädrar från Mikeru för att hennes oranga hjärta skulle bli helt.
- "Kaito" och Lucia är tillsammans, men i Pitchi Pitchi Pitch Pure så raderas hans minne och han hamnar på stranden. En flicka som heter Mikaru räddar honom.
- "Mitzuki-sensei" han och Sara var ihop men deras vägar skiljdes, han lämnade henne för att han trodde det var det bästa för henne och indiska oceanen.
- "Mikaru" är besatt av Kaito. Hon är andra halvan av Mikeru. Mikaru ger energi till Mikeru när hon sjunger.
- "Mikeru" är andra delen av Mikaru och han är ett fossil. Mikeru ser ut som en ängel eftersom han har vingar som en sådan.
- "Gaito" är ond och kungen av Phantarasa. Han var ensam tills han hittade Orange - Pearl Princess Sara. De hade exakt samma känslor, de var ensamma. Sara ville att Gaito skulle ta över jorden åt henne och han gjorde det nästan men dog med Sara i hans slott.